# Henri Parinaud
Henri Parinaud (Bellac, 1º maggio 1844 – Parigi, 23 marzo 1905) è stato un oculista e neurologo francese.
È eponimo della sindrome di Parinaud, malattia del mesencefalo dorsale.

## Biografia
Henri Parinaud nacque in una famiglia di classe inferiore nel 1844. Suo padre morì quando Henri aveva 19 anni. Continuò a studiare medicina a Limoges e poi a Parigi nel 1869. Quando vi era la guerra franco-prussiana scoppiata nel 1870, andò a servire come medico con la Croce Rossa, dove guadagnò una medaglia.
Dopo la guerra, Parinaud tornò a Parigi per continuare gli studi. La sua tesi per la scuola medica è stata sulla neurite ottica durante meningite acuta nei bambini. I suoi altri campi di lavoro comprendevano la sclerosi multipla, l'emicrania, l'isteria, le lesioni supranucleari e lo scompiglio concomitante, tutto nel regno della neurologia. Parinaud lavorò anche nella fisiologia degli occhi, sul ruolo dei recettori visivi, il senso luminoso, la cecità notturna e la visione del colore.